# Marcin Dorociński

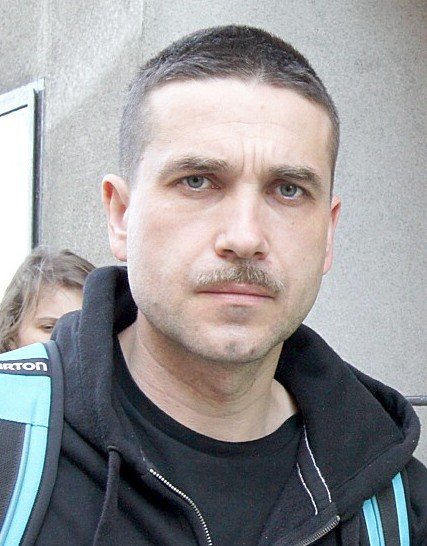
Marcin Dorociński (2012)

Marcin Grzegorz Dorociński (* 22. Juni 1973 in Milanówek) ist ein polnischer Theater-, Film- und Fernsehschauspieler.

## Leben

### Herkunft und Ausbildung
Marcin Dorociński, in der Nähe von Warschau geboren, stammt aus einfachen Verhältnissen. Die Familie war arm. Sein Vater arbeitete als Schmied, die Mutter war Hausfrau. Seine drei Brüder gingen später zur Polizei. Als Kind wollte Dorociński Profi-Fußballer werden; nach einer schweren Verletzung am Bein musste er diesen Berufswunsch jedoch aufgeben. Er besuchte die Technische Schule in Grodzisk Mazowiecki, wo er einen staatlichen Abschluss als Maschinenschlosser erwarb. Sein schauspielerisches Talent wurde während seiner Berufsschulzeit von seinem Geschichtslehrer entdeckt. Von 1993 bis 1997 absolvierte er sein Schauspielstudium an der Aleksander-Zelwerowicz-Theaterakademie Warschau.

### Karriere
In seinem zweiten Studienjahr an der Warschauer Theaterakademie wurde er als Don Rodrigue für eine TV-Adaptation von Le Cid mit Krystyna Janda als Regisseurin verpflichtet. Sein Filmdebüt gab er 1996 mit einer kleinen Rolle als Student in dem umstrittenen Film Szamanka von Andrzej Żuławski. Ein Jahr später, im April 1997, gewann er beim 15. Festival der Theaterschulen in Łódź (XV Festiwalu Szkół Teatralnych w Łodzi) einen Darsteller-Preis für die Rolle des Kreon in Sophokles’ Tragödie Antigone.
Nach seinem Studienabschluss (1997) fand Dorociński zunächst keine Arbeit als Schauspieler. Er arbeitete als Kellner, als Türsteher in einem Nachtclub und hielt sich mit verschiedenen weiteren Jobs finanziell über Wasser, bis er schließlich ein Bühnenengagement am Dramatischen Theater Warschau (Teatr Dramatyczny m.st. Warszawy) erhielt. Als Gast trat Dorociński außerdem in mehreren Inszenierungen am Ateneum Theater (Teatr Ateneum) in Warschau auf; er ist seit der Spielzeit 2011/12 festes Ensemblemitglied des Ateneum Theaters.
Dorociński spielte zunächst kleinere Rollen in verschiedenen polnischen TV-Serien. Sein Durchbruch als Filmdarsteller gelang ihm 2005 mit dem Kriminalfilm Pitbull von Regisseur Patryk Vega. Für seine Rolle als Staatssekretär Sławomir „Despero“ Desperski erhielt er 2005 den Zbyszek Cybulski-Filmpreis. Es folgten weitere Hauptrollen im Kino, darunter in Luises Garten (2007, Originaltitel Ogród Luizy), in der er Fabian „Fabio“ Sawicki spielte, einen Gangster, der sich in einer Psychiatrischen Anstalt in ein junges Mädchen verliebt, das in einer Traumwelt lebt. 2008 verkörperte er die männliche Hauptrolle Bartek in der romantischen Komödie Rozmowy noca, die filmische Anklänge an Harry und Sally und Love Actually aufweist.
Sein internationales Debüt gelang ihm 2010. Er übernahm, an der Seite von Sonja Richter, die männliche Hauptrolle, den Polen Maciek, in Per Flys erotischem Psychodrama Die Frau, die einen Mann begehrt (dt. Titel auch Unter die Haut – Gefährliche Begierde). In dem historischen Filmdrama Róża (2011) verkörperte er unter der Regie von Wojciech Smarzowski die männliche Hauptrolle Tadeusz, einen früheren Offizier der Polnischen Heimatarmee, der einer in Not geratenen, von Russen vergewaltigten und ausgeplünderten jungen Witwe in Masuren hilft. Für seine Rolle gewann er 2011 beim Polnischen Filmfestival Gdynia den Goldenen Löwen. Für die Rolle des Tadeusz gewann er außerdem zahlreiche weitere Preise: als bester männlicher Darsteller auf der „XV. Muestra International De Cine De Santiago Domingo“ (2013), als bester Schauspieler auf dem „32. MFF Fantasporto“ in Portugal (2012) und als bester Schauspieler beim 43. International Film Festival of India (2012).
In dem polnischen Spielfilm Miłość (2012), in dessen Mittelpunkt die Krise eines jungen polnischen Ehepaars Maria und Tomek steht, deren Ausgangspunkt eine Vergewaltigung Marias durch den Stadtpräsidenten, ist, übernahm Dorociński die männliche Hauptrolle. 2012–2013 spielte er einer der Hauptrollen in der vierteiligen TV-Miniserie Die Spione von Warschau, einer Co-Produktion der BBC und Telewizja Polska. und in Run, einer Serie des britischen Channel 4. In dem polnischen Polit-Thriller Jack Strong (2014) die historische Figur von Ryszard Kukliński (Oberst der polnischen Volksarmee sowie Agent der CIA).
2014/2015 war er in der deutschen Fernsehreihe Der Usedom-Krimi in den ersten beiden Filmen in einer der Hauptrollen zu sehen. Er spielte den Polizeiermittler Marek Woźniak, den polnischen Amtskollegen und Liebhaber der Kriminalkommissarin Julia Thiel (Lisa Maria Potthoff).

### Rezeption/Auszeichnungen
Marcin Dorociński gehört in seiner Heimat Polen zu den gefragtesten Film-, Fernseh- und Theaterschauspielern. Häufig verkörpert er „komplexe, vielschichtige und schwierige“ Charaktere. Als Schauspieler gilt sein Interesse insbesondere dem  Independentfilm.
2009 gewann er beim 34. Polnischen Filmfestival in Gdynia den Goldenen Löwen als Bester Nebendarsteller für seine Rolle als charmanter Verehrer Bronislaw in Rewers (2009). 2012 wurde er in der Kategorie „Film“ mit dem polnischen Kulturpreis Paszport Polityki ausgezeichnet. 2013 wurde er für den Polnischen Filmpreis Orły als bester Schauspieler für seine Rolle in Obława (etwa: Treibjagd) nominiert. Im April 2014 erhielt er die Gloria-Artis-Medaille für kulturelle Verdienste.

### Privates
Dorociński ist mit der Bühnenbildnerin Monika Sudół verheiratet. Das Paar hat zwei gemeinsame Kinder, einen Sohn (* 2006) und eine Tochter (* 2008). Dorociński unterstützt verschiedene soziale und gesellschaftliche Organisationen und Projekte, u. a. den WWF und die SYNAPSIS-Stiftung.

## Filmografie (Auswahl)
- 1996: Szamanka (Kinofilm)
- 2002: Where Eskimos Live (Kinofilm)
- 2005: Pitbull (Kinofilm)
- 2006: Francuski numer (Kinofilm)
- 2006: Wszyscy jesteśmy Chrystusami (Kinofilm)
- 2007: Ogród Luizy (Kinofilm)
- 2008: Rozmowy noca (Kinofilm)
- 2009: Rewers (Kinofilm)
- 2010: Kvinden der drømte om en mand (dt. Titel: Unter die Haut – Gefährliche Begierde, Kinofilm, Dänemark)
- 2011: Róża (Kinofilm)
- 2012: Du bist Gott (Jesteś Bogiem)
- 2012: Obława (Kinofilm)
- 2012: Miłość (Kinofilm)
- 2012–2013: Die Spione von Warschau (The Spies of Warsaw) (TV-Miniserie, Großbritannien/Polen)
- 2013: Run (TV-Miniserie, Großbritannien)
- 2014: Jack Strong (Kinofilm)
- 2014: Serce, serduszko (Kinofilm)
- 2014: Der Usedom-Krimi: Mörderhus (TV-Reihe, Deutschland)
- 2015: Der Usedom-Krimi: Schandfleck (TV-Reihe, Deutschland)
- 2015–2016: Pakt (TV-Serie)
- 2016: Grenzgänger – Gefangen im Eis (Na granicy) (Kinofilm)
- 2016: Operation Anthropoid (Antropid)
- 2016: Cape Town (TV-Serie)
- 2017: Small Town Killers (Kinofilm)
- 2018: Hurricane – Die Luftschlacht um England (Hurricane)
- 2019: Dunkel, fast Nacht (Ciemno, prawie noc)
- 2020: Das Damengambit (TV-Serie)
- 2023: Mission: Impossible – Dead Reckoning Teil Eins (Mission: Impossible – Dead Reckoning Part One)
- 2025: Mission: Impossible – The Final Reckoning